# 体积溶氧系数
体积溶氧系数KLa是液膜传质系数KL与气液比表面积a的乘积，或称为体积传质系数。体积溶氧系数是发酵工程学中的重要概念，是发酵过程中溶解氧水平的重要参考水平。因在实际应用中泡沫气液比表面积a难以测量，故将KLa做一项因子处理，以便于实际发酵调控。一般来说，KLa与设备参数，操作条件及发酵液性质紧密相关。